# テルサック
テルサック （Terssac）は、フランス、オクシタニー地域圏、タルヌ県のコミューン。

## 地理
タルヌ川が流れ、アルビ西側に位置する。アルビ都市圏に含まれる。
A68が通り、公共交通機関としてアルビバスがある。

## 人口統計
| 1962年 | 1968年 | 1975年 | 1982年 | 1990年 | 1999年 | 2006年 | 2014年 |
| ------ | ------ | ------ | ------ | ------ | ------ | ------ | ------ |
| 320    | 419    | 515    | 820    | 822    | 911    | 1013   | 1114   |

参照元:1962年から1999年までは複数コミューンに住所登録をする者の重複分を除いたもの。それ以降は当該コミューンの人口統計によるもの。1999年までEHESS/Cassini、2006年以降INSEE。